# Rohilla
I Rohilla (in urdu روہیلہ‎?, Rōhīllā, Hindi: रोहिला) sono montanari musulmani di origine Pashtun. Rūh vuol dire infatti in persiano/dari "montagna" e Rōhīllā significa alla lettera "montanari" .
Le montagne che essi abitano sono le regioni montuose che si estendono fra lo Swāt e Bajaur, a nord di Sibi e Bhakkar, a sud di Ḥasan Abdāl, a est di Kabul e a ovest di Kandahar. 
I Rohilla attualmente sono insediati nello Stato indiano dell'Uttar Pradesh.